# Karl Röck
Karl Röck, né le 20 mars 1883 à Imst et décédé le 9 juin 1954 à Innsbruck, est un écrivain autrichien.
De 1913 à 1926, Karl Röck est magistrat à Innsbruck. Collaborateur à la revue Der Brenner, Röck est l'un des amis de Georg Trakl dont il dirige la publication de l'œuvre complète.
Le journal qu'il a tenu de 1891 à 1946 est le reflet de la vie culturelle et intellectuelle tyrolienne.

## Œuvres
- Tagebuch (1891–1946), (3 Bände), Otto-Müller-Verlag, Salzburg, 1976